# 土屋知貞
土屋 知貞（つちや ともさだ）は、江戸時代前期の旗本。豊臣秀吉に関する聞き書き集『太閤素生記』や、大坂の陣の記録『土屋知貞私記』の著者として知られる。

## 生涯

### 父祖
土屋家は、もともと甲斐武田家に仕えた一族である。知貞の祖父・土屋昌遠は武田信虎に仕え、天文10年（1541年）に信虎が甲斐を追放されたあとも駿河・京都へと同道した人物である。昌遠は菅沼氏の娘を娶り、天文10年（1541年）に一子・土屋円都をなした。円都は眼病により失明したが、父は信虎に従って京都に上っていたため、母とともに母方のおじである井伊谷の菅沼忠久（井伊谷三人衆の一人）を頼った。円都は少年時代、当時駿河に滞在していた松平元康（のちの徳川家康）に近侍したことがある。円都はその後北条氏政に仕えたが、井伊谷三人衆の調略に関わるなど、家康との関係は続いた。北条家滅亡後は家康の命で京都に移り、晩年には全国の盲人を統括する当道座の首位者である惣検校に任じられ、元和7年（1621年）に京都で没した。

### 徳川家に仕える
土屋知貞は、文禄3年（1594年）に円都の子として生まれた。母は朝比奈信置の娘。『寛永諸家系図伝』（以下『寛永系図』）には「生国山城」とある。
慶長17年（1612年）に徳川家康に御目見した。家康は知貞の一族との縁が深いことを語って召し出し、徳川秀忠付きの小姓組番士となった。二度の大坂の陣に従軍し、夏の陣では天王寺口で奮戦して首級1を挙げ、戦後に上総国望陀郡・周准郡内で500石の知行地を与えられた。元和2年（1616年）には徳川家光付きとなり、寛永9年（1632年）と寛永11年（1634年）の家光の2度の上洛に供奉している。この間、寛永10年（1633年）には武蔵国幡羅郡内で200石を加増された。
寛永14年（1637年）には関東諸国の作毛検視を、寛永18年（1641年）には信濃松本藩主堀田正盛に預けられていた植村直宗が死したためその検視を、それぞれ命じられている。寛永20年（1643年）には朝鮮通信使の登城に際して臨時に目付の業務を行った。正保2年（1645年）6月28日に船手頭となり、同年12月晦日に布衣を許された。万治元年（1658年）5月4日、徳川家綱が初めて「御船」に乗船した際、大いに喜んだ家綱は船手頭の一人である知貞にも時服3領を与えた。
延宝2年（1674年）6月29日、致仕。延宝4年（1676年）7月8日没、享年83。養子の土屋知義（8000石の大身旗本・松平勝義の三男）が跡を継いだ。

## 『太閤素生記』と知貞の周辺
『太閤素生記』は、知貞が「養母」とその母や、母方の祖母をはじめとする人々からの聞いた話をもとに、豊臣秀吉の出生から死没までの事績を描こうとした著作である。『太閤素生記』の巻末には、知貞が話を聞いたことのある相手として、前記3人の他に父の円都（北条家旧臣で小田原籠城を経験している）、北条家旧臣、豊臣家に仕えた武将や近習、豊臣家の奥向きに仕えた女性などが記されている、

### 知貞の「養母」とその母
知貞の「養母」は、織田家家臣（織田信長の御弓衆）で中中村の代官であった稲熊助右衛門の孫娘である。「養母」の母（稲熊助右衛門の娘）が秀吉と同世代であった。このことから「養母」とその母は、秀吉が中中村の生まれであったことやその家族関係について、常々語っていたという。
この「養母」は秀吉正妻の高台院とも交流があり、晩年の高台院が知貞養母を「召し連れ」て様々な物語をする関係であったという。

### 知貞の母方祖母・キサ
知貞の母方祖母は、浜松城主飯尾豊前守連龍の娘（幼名はキサ）で、朝比奈駿河守信置に嫁いだ女性である。松下之綱（『太閤素生記』では浜松に近い「久能」の城主とする）が、「猿」と呼ばれていた異形の持ち主であった10代後半の秀吉を家臣にした際、之綱は秀吉を浜松に連れて行き、飯尾連龍に引き合わせた。『太閤素生記』にはこの際、「豊前が子共幼き娘など出て是を見る」とある。秀吉が松下家に仕えた3年間についての話はキサが語ったものである。キサは元和年間まで長命を保った。
『太閤素生記』には秀吉との直接関係がない事柄ながら、知貞の曾祖母にあたる「豊前女房キサが母」（現代では一般に「お田鶴の方」の名で語られる人物）が「名誉の強女」であり、連龍が今川氏真に誅殺されたあと「駿州江尻の屋敷」に立て籠って戦ったことについて述べられている。

## 著作
- 『太閤素生記』
  - 『史籍集覧 第13巻』（近藤出版部、1906年） NDLJP:1920348/1/159
- 『土屋知貞私記』
  - 国立公文書館所蔵 『土屋忠兵衛知貞私記』（和学講談所旧蔵写本）